# Гертруд фон Вестербург
Гертруд фон Вестербург (на немски: Gertrud von Westerburg; † 14 август 1397) е графиня от Вестербург и чрез женитба графиня на Графство Диц (1343 – 1388).
Тя е дъщеря на граф Райнхард I фон Вестербург († 1353) и първата му съпругата Бехте фон Фалкенщайн († 1342), дъщеря на Филип IV фон Фалкенщайн († сл. 1328) и втората му съпруга Аделхайд (Удалхилдис) фон Ринек († 1313). Нейният баща Райнхард I се жени втори път през 1343 г. за Кунигунда фон Меренберг († сл. 1360). Сестра е на Йохан I фон Вестербург († 1370) и Аделхайд фон Вестербург († 1367), омъжена 1349 г. за граф Йохан III фон Сайн († 1409).

## Фамилия
Гертруд фон Вестербург се омъжва за граф Герхард V фон Диц († 1388), син на граф Герхард IV (VI) фон Диц († 1343) и Юта фон Насау-Хадамар († 1370). Те имат две дъщери:
- Юта фон Диц (* сл. 1367; † 14 август 1397), омъжена 1384 г. за граф Адолф фон Насау-Диленбург-Диц (1362 – 1420), който получава графство Диц
- Анна фон Диц (* сл. 367; † сл. 1400), омъжена пр. 1387. г. за Йохан IV фон Вилденбург († 1418)